# Брус (Крез)
Брус (фр. Brousse) насеље је и општина у централној Француској у региону Лимузен, у департману Крез која припада префектури Обисон.
По подацима из 2011. године у општини је живело 25 становника, а густина насељености је износила 6,89 становника/km². Општина се простире на површини од 3,63 km². Налази се на средњој надморској висини од 490 метара (максималној 739 m, а минималној 595 m).

## Демографија
| 1962. | 1968. | 1975. | 1982. | 1990. | 1999. | 2011. |
| ----- | ----- | ----- | ----- | ----- | ----- | ----- |
| 35    | 47    | 39    | 39    | 32    | 36    | 25    |

График промене броја становника у току последњих година